# Јанто Џоунс
Јанто Џоунс (енгл. Ianto Jones) измишљени је лик у британској научнофантастичној телевизијској серији Торчвуд, спинофу дуготрајне серије Доктор Ху, који је тумачио Гарет Дејвид-Лојд. Јанто је био један од главних ликова у серији и појавио се у свакој епизоди прва три серијала, изузев завршнице 3. серијала, као и у две кросовер епизоде са серијом Доктор Ху. Поред тога, Јанто се појављује у материјалима проширеног универзума као што су Торчвуд романи и аудио-књиге, стрипови и радио-драме. У оквиру наратива серије, Јанто почиње као службеник генералне подршке у Торчвуду Три, тиму ловаца на ванземаљце стационираном у Кардифу, и развија се у активног теренског агента. У почетку је био главни лик са најмање времена на екрану, али његова улога се проширила као одговор на растућу популарност код обожавалаца.
Као резервисаног и ефикасног, Јанта су сценаристи често користили као потпору хумористичким сценама у епизодама. Лик је постао главна симпатија капетану Џеку Харкнесу (Џон Бароуман), главном мушком лику серије. Утврђено је да је Јанто имао хетеросексуалне односе у првом серијалу, а његова прича је део континуираног истраживања људске сексуалности у серији. Материјали Проширеног универзума разрађују Јантову сексуалну оријентацију и природу његовог односа са Џеком, описујући га као бисексуалца, а његова осећања према Џеку као искрену љубав. Поред тога, сценаристи су користили ове друге медије да истраже Јантову карактеризацију. На пример, неке приче разрађују Јантову позадину или пружају увид у његова осећања.
Започет као површна веза, с мало јасноће приказане на екрану, однос између Јанта и Џека продубљује се током прва три серијала. Творац лика, Расел Т. Дејвис, одлучио је да убије Јанта у трећем серијалу. Професионални критичари су углавном овој причи дали изузетно позитивне рецензије. Одређени број обожавалаца је, међутим, био узнемирен смрћу Јантовог лика, посебно у погледу наглог завршетка његове љубавне приче. Уметнички, Дејвис је сматрао да неистражени потенцијал везе максимизира гледаочев осећај туге. Након Јантове смрти, обожаваоци су покренули веб-странице у част лика, молећи сценаристе да га васкрсну у будућим епизодама серије, прикупљајући новац у добротворне сврхе. Сценаристи и глумци Торчвуда изразили су неспремност да умање тежину сцене смрти враћањем лика, иако је Дејвид-Лојд написао Торчвуд стрип у којем, у алтернативном универзуму, Јанто преживљава.

## Појављивања

### Телевизија
Лик Јанта Џоунса први пут се појавио у премијерној епизоди Торчвуда 2006, у којој је представљен као благи и тихи администратор који ради за Торчвуд Три. Прва епизода која се усредсредила на њега била је „Кибержена”, која се бавила и његовом прошлошћу и његовом мотивацијом. У тој епизоди, Јанто је откривен као бивши запосленик Торчвуда Један у Лондону (који је приказан у матичној серији Доктор Ху), чија је девојка Лиса (Керолајн Чикези) делимично претворена у Кибержену, киборг врсту која је више пута виђена у Доктору Хуу. Јанто ју је одржавао у животу, сакривену у подруму штаба, али она се на крају ослободила и убила два цивила. Јанто је приморан да се сукоби са вођом екипе, капетаном Џеком Харкнесом (Џон Бароуман), који је касније успео да оживи Јанта пољупцем када га је Лиса онесвестила. На крају, остатак Јантовог тима је приморан да убије Лису. Иако су Јантове мисли и даље везане за Лису, средином серијала он улази у сексуални однос са Џеком. До претпоследње епизоде серијала, Јанто је био спреман да упуца колегу Овена Харпера (Берн Горман) како би заштитио Џека и оповргава тврдње да је он само његова „повремени крес”. У завршници серијала, слика онога што изгледа као Лисин дух је искоришћена да доведе Јанта да се побуни против Џека, али касније, када се Џек (који није могао да остане мртав) вратио у живот, он и Јанто су се одмах пољубили.
Други серијал Торчвуда (2008) почиње са тимом који ради без Џека, који је напустио штаб на крају првог серијала да би се поново ујединио са тајанственим „Доктором” из своје прошлости. Јантова улога у тиму сада чешће укључује теренске задатке, како би се прилагодио Џековом одсуству. Када се Џек вратио у на почетку другог серијала, након што је видео смак света, покушао је да формализује своју романтичну везу са Јантоом, успешно га позвавши на састанак. Однос Џека и Јанта постаје отворенији, а Јантов лик постаје мање оптерећен тајнама и срећнији, те почиње да изражава новопронађено самопоуздање и сувопаран смисао за хумор. Претпоследња епизода серијала, „Фрагменти”, истражује Јантову позадину, конкретно како је регрутован у Торчвуд Три две године раније; Јанто је упоран да га Џек унајми након уништења Торчвуда Један, али добија посао тек када успе да помогне Џеку да ухвати залуталог птеродактила. У завршници другог серијала, Јанто и тим се суочавају са Џековим бившим партнером из 51. века, капетаном Џоном Хартом (Џејмс Марстерс), као и његовим млађим братом Грејем (Лаклан Нибор), који осветнички покушава да уништи Џеков свет. Пошто је Греј убио њихове колеге Тошико (Наоко Мори) и Овена, у тиму Торчвуда остају само три члана. Након тога, Јанто се први пут појављује у кросовер епизоди Доктора Хуа, заједно са Гвен (Ив Мајлс) и Џеком, у дводелној завршници серијала из 2008, где је Торчвуд позван да помогне у контакту са протагонистом серије Доктором (Дејвид Тенант) током инвазије Далека. Такође је помињан у алтернативном универзуму створеном у епизоди Доктора Хуа „Скрени лево”, када је Роуз Тајлер (Били Пајпер) споменула да су Гвен и он погинули у покушају да зауставе инвазију Сонтаранаца на Земљу са АТМОС уређајима док је Џек заточен на сонтараначком матичном свету.
Трећи серијал Торчвуда (2009) је мини-серијал од пет делова који се емитовао током једне недеље под називом Деца Земље. У првом делу, Јанто почиње да изражава несигурност Џеку у погледу њиховог статуса као пара. Публика се упознаје са Јантовом сестром Рианон (Кејти Викс) и зетом Џонијем Дејвисом (Родри Луис) који испитују Јанта након што су га видели на састанку са Џеком. Јанто на крају признаје да је у вези са Џеком, али признаје да није сигуран на чему стоје. Када су се ванземаљци познати као „456” вратили на Земљу, Џон Фробишер (Питер Капалди) наручује ликвидацију чланова Торчвуда како би прикрио заверу. У другом делу, Јанто и Гвен преживљавају експлозију Хаба која уништава Џека. Када се регенерисао, Џека је агенткиња Џонсон (Лиз Меј Брис) затворила у цемент, у коме је био све док га Јанто није спасио виљушкаром. У трећем делу, група беспомоћно посматра како 456 захтева данак: 10% деце на Земљи; чини се да је влада спремна да се повинује. У четвртом делу, Јанто и Џек јуришају на зграду МИ5 да би се суочили са 456. Њих двојица одбијају да жртвују било какве животе у складу са захтевима ванземаљаца. Као одговор на ово, ванземаљци испуштају фатални вирус у атмосферу. Зграда се закључала, а Јанто умире у Џековом наручју, говорећи му да га воли и преклињући га да га никада не заборави, на шта Џек одговара да то не би ни могао.

### Књижевност
Јанто се појављује у првих шест Торчвуд романа које је објавила издавачка кућа BBC Books. Први талас, Други живот Питера Ангелидиса,Погранични принчеви Дена Абнета и Спори распад Ендија Лејна, објављени су у јануару 2007. године. У марту 2008. су објављени романи Траг сећања Дејвида Луелина, Улице сумрака Герија Расела и Нешто у води Тревора Бексендејла у којима се појављује Јанто. Оне су биле повезане са емитовањем другог серијала Торчвуда. Октобра 2008. објављене су још три Торчвуд књиге Питера Ангелидиса, сценаристеа серијала Фила Форда и писца за веб-странице Доктор Ху и Торчвуд Џејмса Госа; насловница потоњег за Скоро савршено одражава промене у главној постави након последње епизоде серијала из 2008. „Излазне ране”. Лик се затим појављује у књигама Унутар тишине, Залив мртвих и Кућа коју је Џек саградио у јуну 2009. и Процена ризика, Гробарев дар и антологији приповедака Последице у октобру те године.
Часопис Торчвуд, први пут објављен у јануару 2008, почео је да повремено укључује Торчвуд стрипове у којима се такође појављује Јанто. Године 2010. Скупљеном је један такав дводелни стрип који је написао Гарет Дејвид-Лојд. Стрип поставља сценарио „шта ако” у којем Јанто, „који се од почетка бори са својим осећањима према Џеку”, види лице из будућности и креће у задатак која би могао да промени ток његовог живота (од његове коначне смрти у Деци Земље). Дејвид-Лојд коментарише да „познаје карактер имплицитно”. У првом делу, Јанту (који потиче из временског оквира другог серијала) прилазе Рис и капетан Џон, обојица после Деца Земље, који га упозоравају да не верује у понуду заводљиве жене која путује кроз време. Не говоре му да је њихов задатак да сачувају временски ток у ком он умире. У другом делу, жена Мејрвин обавештава Јанта о догађајима у епизоди „Излазне ране” и серијалу Деца Земље, као и о Џековом одласку. Јанто у сузама посматра сцену у којој Џек сазнаје за Гвенину веридбу и спава са Мејрвин. Пошто је сазнао за разорне последице помагања Мејрвин, побеђује је, а касније и самог себе. Међутим, у различитом временском току, Јанто се појављује са Мејрвин, посматрајући сопствену сахрану, говорећи: „Не могу да верујем да постоји стварност у којој сам рекао не”. Године 2010, стрип Скупљено је поново објављен у издању издавачке куће Titan.
Током другог серијала, веб-локација www.torchwood.org.uk је такође била домаћин интерактивне онлајн игре коју је написао сценариста серије Фил Форд. Ажурирала се сваке недеље емитовањем нових епизода. Веб-локација садржи посебно снимљене снимке са Гаретом Дејвид-Лојдом у улози Јанта, како извештава и обавештава „играча” у вези са њиховим задатком. И у првом и у другом серијалу, интерактивни веб-сајтови, чији је коаутор Џејмс Гос, садржали су садржај електронске литературе (као што су фиктивни разговори и писма путем интернета) који приказују аспекте рада и личних живота Јанта и других ликова из Торчвуда. Архива Торчвуда Герија Расела прикупљају велики део ове онлајн литературе у тврдом повезу, заједно са новим оригиналним материјалом, од којих неки проширују оно што је познато о Јанту. На пример, представља његову сестру, Рианон и зета Џонија. Рианон и Џони се касније појављују у трећем телевизијском серијалу 2009. године.
Спиноф медији су покушали да попуне празнине у историји Јантовог лика пре него што је почео да ради у Торчвуду Три. Јантова прва недеља у Торчвуду Један приказана је у флешбеку у роману Траг сећања. Сегмент такође приказује његову везу са Лисом Халет. Такође проширујући Џоунсово време живота у Лондону, стрип Наслеђе Торчвуда Један (Торчвуд #1) показује како је Јанто узет под окриље Руперта Хауарта, старијег истраживача, током првих неколико недеља у Торчвуду Један.. Јантова карактеризација је истражена у Улицама сумрака, у којима Јанто баца мало светла на потешкоће које је имао „излазећи из ормана” док је био у пубертету. Јантова мајка је покушала да разговара са њим о томе, али он примећује: „Није ми помогла, Гвен. Нико није. И ако то икада урадим, обавестићу те.” Затим се упустио у дијатрибу са Гвен о томе шта за њега значи бити бисексуалац, након што се Гвен нашалила да има „најбоље од оба света”. Сцена у Дејвид-Лојдовом стрипу Скупљено у којој Јанто шаље е-поруку својој сестри, Овен се види како се бори за контролу над компјутером и покушава да јој напише да је „недавно открио да сам велики стари геј”; Јанто га је због овога прекорио. У закључку приче, створен је алтернативни временски ток у ком Јанто није умро у догађајима Деце Земље.
Међутим, као и са свим спиноф медијима Доктора Хуа и Торчвуда, каноничност у односу на телевизијску серију је нејасна.

### Аудио-драме
Јанто се такође појављује у Торчвуд аудио-драмама. Прве две, Скривено коју је написао Стивен Савил, а приповедала Наоко Мори и Сви вас поздрављају коју је написао Ден Абнет, а испричао Берн Горман, објављене су у фебруару 2008. године. Унутар сенки аутора Џозефа Лидстера објављена је у септембру исте године. Џозеф Лидстер је такође написао Торчвуд драму за BBC Radio 4, „Изгубљене душе”, која је емитована у лето 2008. као поподневна драма, у којој сугласове позајмили Џон Бароуман, Ин Мајлс, Гарет Дејвид-Лојд и Фрима Еџимен (Марта Џоунс). Смештена је након догађаја из серијала из 2008. и прати Јанта и тим Торчвуда који имају своју прву међународну пустоловину у CERN-у у Женеви, као део посебне прославе радио-станице поводом укључивања Великог хадронског сударача. Радња овог специјала се усредсређује на активацију Великог хадронског сударача и сценарио судњег дана за који су неки предвидели да би он могао да подстакне, као и на оплакивање тима због недавних смрти Тошико и Овена.
Три даље BBC радио-драме су произведене 2009. за термин Поподневне драме на станици Radio 4 и у свакој се појављује Јанто Џоунс. Хронолошки, ово се дешава између другог и трећег телевизијског серијала, али после „Изгубљених душа”. Све три су емитоване у јулу 2009. године. Прва драма била је „Уточиште”, друга „Златно доба”, а трећа „Рок”. Последња се посебно усредсређује на Јантову карактеризацију, посебно у погледу његовог односа са Џеком. Рецензенти AfterElton-а су изјавили да ова радио-драма „испуњава очекивања обожавалаца Џанта [у питању је портманто који користи фанови за овај пар]”; Дејвид-Лојд води монолог као Јанто, вербализујући своју несигурност Џеку у коми. Када се Џек пробуди из коме, обећава: „Никада нећеш бити само тренутак у времену, Јанто Џоунсе.”
Иако је његов лик исписан из телевизијске серије, Дејвид-Лојд је и даље позајмљивао свој глас у аудио-драмској серији Изгубљени досијеи из 2011. године, повезујући се са телевизијским четвртим серијалом Торчвуд: Дан чуда. Од њих, „Кућа мртвих” Џејмса Госа највише се усредсређује на Јанта. Јанто се сусреће са духом свог оца, са тврдњом да ће он, Јантова мајка, Овен, Тошико и Лиса васкрснути ако Јанто изда Џека. Користећи свој радио-формат, драма открива да је Јанто мртав, али да га је кроз време реконструисало древно биће по имену Сиријат како би искушало Џека да дозволи да Процеп остане отворен како би она могла да побегне, откривајући да је прича заправо Џеков самостални задатак смештен после трећег серијала. Џек и Јанто се последњи пут опраштају и говоре једно другом да се воле по први пут. Сиријатин план успева и Џек покушава да се врати у земљу живих заједно са Јантом, али Јанто остаје да заувек затвори Кардифски процеп помоћу Џековог уређаја.
Дејвид-Лојд је поновио улогу Јанта у различитим Торчвуд аудио-драмама које је објавио Big Finish, почевши од Пада на Земљу из 2015. године, у причама које се дешавају пре смрти његовог лика.

## Карактеризација

### Концепција лика
Гарет Дејвид-Лојд је открио да се његов лик првобитно звао Идрис Хопер. Ово је довело до нагађања да је он исти Идрис Хопер кога је играо Алед Педрик у епизоди Доктора Хуа из 2005. године „Град праска”, где је био лични асистент Маргарет Блејн (Анет Бедленд). Сценариста Стивен Џејмс Вокер се запитао да ли је Расел Т. Дејвис намеравао да Идрис постане главни лик у Торчвуду на исти начин као Тошико Сато, која се први пут појавила у „Ванземаљцима из Лондона” у Доктору Хуу. Идрис Хопер се накнадно појавио у Торчвуд роману Улице сумрака, који је написао Гери Расел. У почетку је Јанто представљен као тихи радник и најмање активан члан главне глумачке екипе. Дејвид-Лојд је започео улогу верујући да ће Јанто бити убијен на крају првог серијала и био је изненађен када је сазнао да су сценаристи „радили на томе да лик постане популарнији и одатле је почео да расте”.
Када је Гарет Дејвид-Лојд добио улогу, име лика је промењено у Јанто Џоунс. Ово је подстрекнуто ликом Јанта Џоунса кога је такође играо Дејвид-Лојд у драмедији Моје и само моје Расела Т. Дејвиса из 2004. године. Јанто дели презиме са ликовима Марте Џоунс, њене породице, као и Харијет Џоунс из Доктора Хуа, ликом Јуџином Џоунсом из Торчвуда и Стјуартом Аленом Џоунсом из Дејвисове раније серије Тотално квир. Дејвис наводи да му поновна употреба презимена (као што су Тајлер, Смит, Харпер, Харкнес и Џоунс) омогућава да ухвати лик на празној страници. О развијању одеће овог лика, костимограф Реј Холман је прокоментарисао: „Јанто има веома специфичан изглед, али његова одела се заправо доста разликују. Почео је са неким лепим, али досадним оделима Marks & Spencer у првом серијалу која су била врхунска − крајње уклопљена, али увек веома трезвена. Крајем првог серијала сам га обукао и у прслук и свима се свидело.”

### Развој
О томе како он гледа на лик, Дејвид-Лојд каже да је „споља је непосредан, али има и мрачнију страну и веома разиграну страну”. У почетку, у првом серијалу, Јанто је био тих и резервисани лик. Током првог серијала, Јантове тајне су откривене екипи посебно у епизоди „Кибержена” када су разоткривени његови мотиви да се придружи Торчвуду Три. Дејвид-Лојд је био „одуван” сценаријем за „Кибержену” фокусираним на Јанта и „широким распоном осећања” које му је та епизода омогућила да прикаже. Од ове тачке, Јантов фокус се мења и он почиње све више да излази из своје љуштуре.
Појављујући се у другом серијалу, Јанто помаже екипи у теренским задацима и сценаристи га користе као средство за хумористичке пошалице. Коментаришући ово, глумац Гарет Дејвид-Лојд напомиње да је: „Ове сезоне је много опуштенији и више није усредсређен на чување тајни, већ на Торчвуд и Џека — пронашао је своје значење и место, па његов сухи хумор долази много више до изражаја, а он је срећнији.” Развој Јантовог карактера такође се одразио на избор гардеробе. „За други серијал”, коментарисао је Реј Холман, „променили смо изглед прилично, и сада његова одела долазе са разних места. Ради се само о томе где видим нешто што одговара Гарету, па сам му купио одело из Севил Роуа, као и одела из Zare and Next-а. Схватили смо да можемо бити мало упадљивији са Јантом сада када је изашао из сенке и почео да се више истиче. Зато смо га преместили у кошуље у боји и елегантније кравате. Почео је са белим и сивим кошуљама, али смо увидели да његов тен може да поднесе више боја, па сада прелази у нешто оштрији стил, што изгледа заиста добро у високој резолуцији.”
У Часопису Торчвуд, глумац Гарет Дејвид-Лојд коментарише неке првобитне правце у развоју лика који су били намењени за Јанта. Првобитно, његов лик је требало да умре на крају епизоде „Ресет” из другог серијала. Дејвисов план је првобитно имао намеру да Јанто оживи, као што је то на крају учинио Овен, у седмој епизоди. Од овог тренутка, лик је требало да буде „Живи мртвац — блед, али и даље секси”. Међутим, ноћ пре снимања, Дејвис се предомислио и седам сценарија је измењено. Нови текстови су морали да буду уручени глумцима на дан снимања. Дејвис је такође сазвао расправу са укљученим глумцима како би објаснио промену у причи. У расправи са извршним продуцентом Раселом Т. Дејвисом и Берном Горманом који је тумачио Овена, одлучено је да Овен доживи причу о зомбификацији, будући да је он лик који отвореније ужива у животу, што га чини занимљивијим из перспективе приче.
Дејвид-Лојд је описао развој лика у трећем серијалу као „заиста узбудљив”. Осећао је да је „сјајно бити сада пуноправни члан екипе, а не само човек задужен за администрацију”. Био је поласкан што су му сценариста и продуценти указали толико поверења. У том серијалу сценаристи истражују и Јантову позадину; Дејвид-Лојд је био задовољан начином на који је ова позадина изведена, кроз сусрет са Јантовом сестром, и прокоментарисао је да је то било прилично лепо написано. Кроз упознавање његове породице, публика открива да му је отац умро и да се Јанто веома удаљио од своје родбине у складу са захтевима његовог посла. Дејвид-Лојд је први пут закључио да је Јанто убијен када му је његов агент рекао да је потребан само за четири од пет епизода. Иако је било ”мало разочаран”, он је себе сматрао „срећним” што је тако дуго истрајао у серији, поготово што је Јанто требало да умре у другом серијалу. Веровао је да је смрт његовог лика оправдана „утицајем и драмом и да би опасна стварност Торчвуда увек била присутна”. Иако је мислио да је „трагедија што је [Јанто] умро”, Дејвид-Лојд је сматрао да је серијал „рекао све што је о њему требало да се каже”.
Креатор серије Расел Т. Дејвис је сматрао да је убијање Јанта неопходно за Децу Земље пошто је његова прва одлука била да створи „ужасну ратну жртву” за причу, јер би било нереално да постоји велика претња и да сви главни ликови изађу неповређени. Јантова смрт такође претходи смрти унука капетана Џека Стивена (Бер Макосленд), а да би се та сцена догодила било је потребно да Џек буде „тешко, тешко повређен”. Јантова смрт је нанела „максималну штету” Џеку, а губитак његовог љубавника (и унука) чини Децу Земље причом о одмазди јер је Џек дао дванаесторо деце тим истим ванземаљцима 1965. године. Дејвис је рекао да је Јанто „апсолутно мртав”. Он је објаснио своје резоновање; зато што је ово „много стварнији свет у Торчвуду” не би функционисало да се „регенерише или оде у паралелни универзум”. Дејвис је сматрао да би Бароуман и Дејвид-Лојд били уплашени да се то догодило. Изјавио је: „Ако бисмо га вратили, упропастило би читаву причу”. Часопис Wired описао је Јантову причу која се завршава у трећем серијалу као „еволуцију од кротког канцеларијског помоћника до херојског ратника”.

### Однос са Џеком
Велики део Јантовог развоја као лика усредсређен је на његов однос са капетаном Џеком. О еволуцији лика од споредног до љубавног интереса, Гарет Дејвид-Лојд је прокоментарисао да је „имати причу у којој сте повезани са главним ликом за сваког глумца невероватно”. О развоју лика, Дејвид-Лојд је рекао да је кроз везу са Џеком „пронашао своје значење и... он је срећнији”. Када је упитан шта је то што Јанто добија од Џека, Дејвид-Лојд је одговорио „Подршку, значење. Мислим да је изгубио смисао. Био је мучен и Џек му је вратио то значење. И поузданост да ће увек бити ту, мислим.” Џон Бароуман и Гарет Дејвид-Лојд такође су изнели мишљење да је Џекова веза са Јантом, међутим, изазвала Џеково саосећање и помогла да га приземљи, а Бароумен је рекао да Јанто „извлачи 'људскост' из њега, буди више емпатије јер се заправо заљубио у некога и заиста му је стало до те особе. То је заиста сјајно, и мислим да га управо то чини топлијим према другим људима. Чини га приступачнијим.” У истом интервјуу, Дејвид-Лојд је о вези свог лика рекао: „Мислим да је Јанто увек чинио да му буде стало, и то је заправо срж серије. Јанто увек показује своју емотивну и рањиву страну, држећи ноге чврсто на земљи. Мислим да је од свих ликова он тај који покушава да све остале задржи у реалности. Често их враћа у стварност сухим, духовитим коментаром или подбадањем, само да их мало спусти на земљу.”
Упоређујући Џеков однос са Јантом са његовом романтичном напетошћу са Гвен, Дејвид-Лојд каже: „Мислим да постоје различите врсте љубави или пожуде, како год то било, и мислим да је то нешто што се стално провлачи... У овом тренутку, мислим да постоје две различите врсте љубави које су присутне ту.” Он такође наводи да сматра да је Јантова веза са Џеком његова прва истополна веза и да не сматра да би Јанто био „етикетичар”, али да јесте, он би се идентификовао као бисексуалац, али да „не би себе сматрао на исти начин као Џек јер су из различитих времена.” Аутор Стивен Џејмс Вокер жали Јанта, доживљавајући његов однос са Џеком као једностран. За њега, Јанто везу сматра „озбиљном и посвећеном”, као што се види у епизоди „Дан у смрти”, где говори Овену да се не ради само о сексу. Међутим, из дијалога у епизоди „Нешто позајмљено”, Вокер верује да Џек делује као да изједначава свој однос са Јантом само са „рекреативном активношћу”. Вокер такође примећује колико је за Јанта било важно када је почео да плеше са Џеком јер је ово био први пут да је његов однос са Џеком представљен пред остатком тима. Роман Кућа коју је Џек саградио укључује сцену у којој Гвен покушава да разјасни да ли Јанто разуме природу његовог односа са Џеком, говорећи „Знаш да је он...”, што Јанто завршава „Само крес?” пре него што је додао „Да, знам. Али не могу да помогнем. Никада нисам био добар у лежерности”. У радио-драми „Рок”, смештеној непосредно пре трећег серијала, Јанто излаже Џеку своју несигурност, који их побија, потврђујући да су његова осећања према Јанту стварна. На питање да ли ће се њихова веза наставити у трећем серијалу, извршна продуценткиња Џули Гарднер је одговорила: „Да, волим да их видим као пар”, док је редитељ Јурос Лин изјавио да ће „љубавна прича између капетана Џека и Јанта наставити да се одвија” у трећем серијалу. Док Гарет Дејвид-Лојд сматра да љубавна прича између Џека и Јанта није у потпуности разрешена, што је „део трагедије”, лик и његова веза са Џеком били су довољно истражени у трећем серијалу да би Дејвид-Лојд могао да буде „срећан што одлазим од тога”.
Јанто се појављује након смрти у аудио-драми Кућа мртвих из 2011. године. Сусревши се са Јантовим духом на уклетом месту у Велсу, Џеку и Јанту је дозвољено последње збогом. Без Јанта у свом животу, Џек жели да буде одведен у Процеп који се затвара у покушају самоубиства. Међутим, Јанто је преварио Џека да напусти Кућу мртвих, упркос могућности ускрснућа. Пошто су приморани да се заувек растану због затварања Процепа, њих двојица први и последњи пут изјављују љубав један другом.

## Пријем

### Критички пријем
Дајући лику Јанта статус „култне шпијунске иконе”, британски веб-сајт Digital Spy описује га као „култну легенду”, наводећи његово строго држање, пошалице и етикету „слаткиши за очи”. Интернет страница за геј мушкарце АfterElton прогласила је Јанта за седмог најбољег хомосексуалног и бисексуалног лика у савременој научној фантастици (која обухвата телевизију, филм и стрипове), а Џек из Торчвуда, Јантов дечко, нашао се на првом месту. Часопис Wired био је импресиониран начином на који је Јантова љубавна прича обрађена у трећем серијалу и похвалио је Дејвисов сценарио као „вешт и саосећајан у руковању” романсом Харкнес-Џоунс, у поређењу са „неспретношћу” хомоеротског призвука серије у претходним серијалима. Пошто Јантова прича израста из реалности серије, „игра се са таквом искреном симпатијом и патосом да је Џоунсова коначна судбина лако најмоћнији тренутак мини-серијала”. Wired описује наступ Дејвид-Лојда у улози Јанта као „кључни елемент у успеху приче од пет епизода”. Једном АfterElton сараднику није се свидела сцена смрти делимично због губитка „вољеног геј лика”, и зато што је Јантова смрт проузрокована Џековом глупошћу да нападне ванземаљце. Упоредио је сцену смрти са смрћу Таре (Амбер Бенсон) у серији Бафи, убица вампира, за коју је сматрао да је више задовољавајућа, иако „неподношљиво тужна” због њене кључне улоге у вези са Вилоу (Алисон Ханиган) и као „вероватно најзначајнији догађај у целој серији од седам сезона”. Он сматра да су се и Џос Видон и Расел Т. Дејвис поигравали наклоностима својих ЛГБТ+ обожавалаца, и тврди да „ни један ни други изгледа нису свесни утицаја који су ови ликови имали на гледаоце који су гладни таквих репрезентација”. Касније је AfterElton објавио супротан став који је анализирао смрт лика с обзиром на његово раније одбијање да призна своју везу са мушкарцем и тврдио да је, уместо да буде израз хомофобије, смрт знак да је ЛГБТ+ заједница остављала за собом своју слику жртве. Дејвид Браун из часописа Radio Times је 2012. описао Јантову смрт као једну од пет најшокантнијих сцена смрти на телевизији и „сигурно [Торчвудов] најславнији час”.
Веб-страница Den of Geek похвалила је Дејвисово писање Јантове смрти и упоредила ову тешку одлуку са онима које су коришћене у хваљеним серијама Породица Сопрано, Свемирска крстарица Галактика и Жица. Den of Geek је сматрао да је права тензија сазнања да било који лик може умрети, колико год популаран, била „освежавајућа” у поређењу са ликовима који константно пркосе смрти, као што је Џек Бауер из серије 24 (Кифер Садерланд). Године 2010. Дејвисова замена на месту извршног продуцента Доктора Хуа, Стивен Мофат, прокоментарисао је рекавши: „Мислио сам да је његова сцена смрти била сјајна”. Када је серија приказана на Новом Зеланду, веб-сајт GayNZ упоредио је две супротстављене перспективе, упоређујући оне који су Јантову смрт гледали из перспективе „драматичне нужности” са онима који су је омаловажавали као резултат непромишљености креатора серије о местимичном одсуству представљања трајних лезбејских и геј парова у телевизијским серијама. Јантова смрт је упоређена са Тарином смрћу као у поменутим критикама, али и у супротности са другим телевизијским серијама у којима су лезбејски и геј парови могли да имају трајне везе, као што су Дејвид Фишер (Мајкл Си Хол) и Кит Чарлс (Метју Сент Патрик) из серије Шест стопа под земљом, као и Ники Вејд (Мандана Џоунс) и Хелен Стјуарт (Симон Лабиб) из серије Женски затвор.
Писац за GayNZ Крејг Јанг ставља Јанта, попут Бафине Таре, у ширу књижевну традицију, коментаришући „баш као што је Ифигенијино жртвовање од Агамемнонове руке било неопходно да би се покренули догађаји из Есхилове Орестије... Офелијино лудило, самоубиство и случајна смрт довели су до климатског двобоја између Хамлета и Лаерта... може се тврдити да је Јантова смрт драматична нужност која доприноси развоју карактера и приче.” У чланку се признаје да постоји извесна ваљаност у критикама модерних ТВ драма које тврде да су геј везе за које се „никада не може видети да имају дугорочне, испуњене везе”. Међутим, GayNZ је довео у питање да ли је образац био искључиво хомосексуални, истичући подједнако трагичне исходе хомосексуалних и хетеросексуалних односа у америчким емисијама Бафи и Режи ме. Интернет страница је такође забележила незадовољство Јантових обожавалаца када је Џек представљен са новим дечком Алонсом Фрејмуом (Расел Тови) у епизоди Доктора Хуа „Крај путовања” (2010), која одражава Вилоуину романсу са Кенеди (Ијари Лимон) у седмој сезони Бафи. Чланак је намерно избегао да донесе коначан закључак о томе која је „страна” аргумента тачна. Јанг је касније упоредио Јантову смрт са каснијим убијањем кључних хетеросексуалних парова у две британске серије Неприлагођени и Бити човек. Ове касније смрти су описане као још срцепарајуће од Јантове, а Јанг тврди да нам ове смрти ликова говоре више о трансатлантским разликама у приповедању него о приказима сексуалности.

### Реаговање обожавалаца на смрт
Већина обожавалаца изразила је незадовољство након Јантове смрти у трећем серијалу. Веб-сајт End of Show коментарисао је да је „сценариста Џејмс Моран био толико преплављен порукама на свом Twitter налогу да је објавио бројне страствене молбе да ублажи љутину”. Писац са овог сајта, Кирсти Вокер, коментарише да су обожаваоци на Twitter-у оптужили Морана да „намерно подстиче 'шипере'”. Моран је на свом блогу приметио да је од хиљада порука гледалаца „огромна већина” била изузетно позитивна, успевајући да изрази да су били „узнемирени, љути и запрепашћени” без личних напада. Моран је одговор других коментатора прогласио неприхватљивим, описујући њихово понашање као изношење увреда и „пасивно агресивне глупости”. Напоменуо је да су га обожаваоци оптуживали да намерно покушава да их „заведе, лаже и повреди”, да их мрзи, да им се „смеје” и „шамара [њих] у лице” и тврди да он је „убио серију”, покушао да отера постојеће обожаваоце, да се удвара новијим и „хладнијим” гледаоцима и да је намерно повредио депресивне људе „мрачним причама”. У анкети коју је спровео веб-сајт Digital Spy убрзо након Јантове смрти, 27,4% гласача је изјавило да више неће гледати Торчвуд. Одговарајући на ове резултате, Гарет Дејвид-Лојд је захвалио обожаваоцима на њиховој посвећености серији и лику, али их је позвао да верују у сценаристе. На Facebook групама серије, обожаваоци су изразили бес према креатору Торчвуда Раселу Т. Дејвису, а неки су тврдили да ће престати да гледају серију. Сама Вокерова је сматрала да би крај Џекове везе са Јантом могао да „промени серију до непрепознатљивости”.
Блог io9 је коментарисао да су обожаваоци Торчвуда на Морановом блогу оптужили њега за хомофобију, а један цитирани обожавалац упоредио је то са хомофобијом у стилу 1950-их „где су сви квир ликови умрли ... а стрејт људи отишли потпуно неповређени”. Писац за io9 Чарли Џејн Андерс коментарише, међутим, да „како су људи имали мало више времена да размотре нови серијал, дошло је до промишљеније расправе”. Један рецензент је напоменуо да је мало вероватно да су Деца Земље била намерно хомофобична јер су сценариста (Дејвис) и главни глумац (Џон Бароуман) отворено геј. Исти рецензент примећује да, међутим, „посебно када се посматра самостално, Деца Земље много личе на исте хетеронормативне, хомофобичне, бифобичне и експлоатационе тропе који се појављују у толико лоших репрезентација квир људи у популарној култури”. Као одговор на оптужбе за „де-гејинг” Торчвуда, Дејвис је тим људима саветовао да мало истраже његову каријеру (будући да је направио серију Тотално квир) и „престану да следе тренд о коме заправо не знају ништа”. Замољен да одговори гледаоцима који су се осећали „превареним” пошто се Џекова и Јантова веза није остварила, Дејвис је рекао:
То је заправо поента. И у фикцији и у животу. Када неко умре губите сав тај потенцијал. Тугујете због свега што су могли бити. Свега за шта сте се надали. Свега што су могли да постигну својим животима, свега што су могли да воле. Сваког посла који су могли да имају. Сваке радости коју су могли имати. Тога више нема.— Расел Т. Дејвис, интервју за AfterElton.
Убрзо након смрти Јанта Џоунса током трећег серијала Торчвуда, покренута је кампања за његово враћање путем мрежних сајтова као што су LiveJournal, Twitter и Facebook. Настала веб-страница, www.saveiantojones.com организовала је протест који је подстицао обожаваоце да пошаљу кафу, заједно са разгледницама и писмима притужби, BBC-у, позивајући се на Јантов статус „момка за кафу”. Преко веб-странице www.saveiantojones.com, обожаваоци су такође водили кампању за прикупљање новца за BBC-ову добротворну организацију За децу у невољи у част овог лика. На сајту за прикупљање средстава стајало је да: „Иако се ми, његови одани обожаваоци, још увек надамо да ће се вратити... жалимо за њим. У серији је умро спасавајући децу Земље, тако да изгледа прикладно да одамо почаст његовом сећању помажући деца у невољи”. Часопис Торчвуд је известио да је сајт прикупио скоро 4.000 фунти, са појединачним донацијама у распону од 2 до 50 фунти. Џон Бароуман је описао добротворну кампању као „забаван начин да се оплакује Јанто” и навео да је то „врста ствари која се заиста цени”. Гарет Дејвид-Лојд је био поласкан снажном реакцијом обожавалаца, рекавши да је „задовољство у драми када створите тако осећајни одговор јер је то оно што сте прво намеравали да урадите”. Похвалио је прилоге обожавалаца, тврдећи: „До сада су прикупили око 3.000 фунти за За децу у невољи и 1.000 фунти за Повереништво за коње и поније у Западном Велсу чији сам покровитељ, тако да то мора да буде добра ствар”. Новине Coventry Telegraph бележе да је до 21. јула 2009. донирано 4.172 фунти у Јантово име.
У интервјуу за io9 од 28. јула 2009. креатор серије Расел Т. Дејвис је упитан о контроверзи око Јантове смрти и кампањи реаговања обожавалаца. Одговорио је: „Постоји кампања јер је он био момак за кафу. Али да ли знате колико су пакетића кафе до сада добили? Девет. Тако да мислим да људи који пишу онлајн могу звучати као хиљаде људи, али њих је девет.” Међутим, они који су укључени у покрет верују да је овај број много већи због објаве у којој се обрачунава кафа послата унутар заједнице. На питање о негативној реакцији у одвојеном интервјуу са Мајклом Аусијелом, Расел Т. Дејвис је рекао: „То није нека реакција. Оно што се заправо дешава је, да будем искрен. Неколико људи објављује на интернету и узнемирава обожаваоце”. Такође је навео да је лик заувек нестао и да ће његово васкрсење обезвредити „цео заплет”. Он је препоручио да обожаваоци који желе да престану да гледају серију гледају Ловце на натприродно „јер су ти момци лепи”, или „погледају поезију” ако „не могу да поднесу драму”. Након ових изјава, веб-страница Save Ianto Jones охрабрила је обожаваоце да контактирају BBC Wales, а не Дејвиса, и привремено је на својој насловној страни представила поруку „Господин Дејвис је у недавним интервјуима јасно ставио до знања да гледа на своје обожаваоце с презиром и као за једнократну употребу, што нас растужује” и замолио да се не „узнемирава”. На San Diego Comic-Con-у 2009. једна обожаватељка је тврдила да је Дејвис „повредио” многе интернет-обожаваоце својом одлуком да убије Јанта, што је она назвала „прекорачењем границе”. Дејвис је одговорио да се неће предомислити у вези са том одлуком, додајући: „Морам да будем отворен у вези са овим, било је кампања да се пакети кафе пошаљу BBC Wales-у у знак протеста. Послато је девет пакетића. Не желим никога да увредим, али то је веома мали број.” Извршна продуценткиња Џули Гарднер је изјавила: „Желимо да људи буду ангажовани, да дискутују и да се не слажу увек са нама. На крају крајева, ја правим драму да бих подржала визију сваког аутора. То није демократија. Свиђало се то људима или не, то је приповедање”. Сајмон Бру са веб-сајта Den of Geek критиковао је интернет кампање за оживљавање лика, наводећи да би серија „изгубила много више поузданости” ако би он био враћен. Бру је такође изразио сумњу да ће обожаваоци који су изјавили да ће бојкотовати четврти серијал то и учинити. Он је резимирао: „Торчвуд сада треба да настави да има храбрости за своја уверења, а да би се то догодило, прекидач за ресетовање једноставно не долази у обзир.”
Веб-сајт Digital Spy је 31. јула 2009. спровео анкету питајући да ли је „време да се крене даље” од Јанта. Међутим, недељу дана касније ова веб-локација није одмах објавила резултате, најављујући: „Нажалост, чини се да је ова анкета била предмет кампање упорних обожавалаца да искриве исход”. Нил Вилкс је оценио да овај поступак обожавалаца „указује да је одговор на питање 'Да ли су људи претерано реаговали на Јантову смрт?' сасвим очигледан”. Касније, допуна у фусноти напомиње да је 31,4% рекло да је време да се окрене нови лист, „док је остатак тражио главу РТД-а на тањиру”, што се односи на његову властиту формулацију изворне анкете која је читаоцима дала могућност да окрену нови лист по питању Јанта или да траже главу извршног продуцента на тањиру. Џејмс Макарти са странице Wales Online описао је реакцију неких обожавалаца као „мучну” и цитирао „помахнитале” обожаваоце на Deviantart-у и Facebook-у који су отворено претили смрћу сценаристима Деце Земље. Гарет Дејвид-Лојд је изјавио да је веома разочаран тим обожаваоцима чије понашање на форумима уопште не подржава и назвао га је „потпуно неприхватљивим”. Дејвид-Лојд је додао да се „надао да ће сценаристи моћи да занемаре овакве коментаре”. Један број обожавалаца је био узнемирен тоном првог чланка поменуте странице, а њихов одговор је подстакао наставак Макартија. У својим коментарима, обожаваоци су истакли да његов чланак несразмерно наглашава оно што су они назвали „лоше осмишљене, инстант-реакције” неколико појединаца и нагласили да те реакције ни на који начин не представљају цео покрет за враћање Јанта Џоунса, будући да они имају фундаментално поштовање према глумцима и сценаристима серије. Обожаваоци су се удаљили од мале мањине екстремиста и желели су да истакну њихов мирољубиви активизам, описан као „хиљаде обожавалаца који прикупљају новац у добротворне сврхе, шаљу љубазна писма и чине све што могу да пружимо подршку лику и глумцу”. Године 2010. извршни продуцент Доктора Хуа Стивен Мофат рекао је обожаваоцима који су га контактирали да не би желео да васкрсне Јанта чак и када би могао: „Нећу променити то. Престаните да питате.” У анкети из 2011. коју је објавио Liverpool Daily Post као део интервјуа са писцем Џоном Фејем, 70% испитаника је одговорило да је одлука да се убије Јанто била исправна, а 19% је одговорило „равнодушно” и само 11% је изјавило да је то била погрешна одлука, што је било у супротности са почетним одговором обожавалаца. У одговору на питање, Феј је такође рекао да није био погођен „страшним” реаговањем обожавалаца, тврдећи да је „универзум у којем измишљеним ликовима није 'дозвољено' да умру смешан и ограничавајући”.
Реакција јавности на Јантову смрт имала је шири утицај од пуке заједнице обожавалаца Торчвуда. На пример, писац стрипова Питер Дејвид цитирао је реакцију на смрт Јанта Џоунса када је размишљао о томе где да иде са геј везом између ликова из стрипова Marvel Comics-а, Риктора и Шетерстара у Икс-Фактору 3. Он је сматрао да у „практично свакој срећној вези”, један од ликова мора да умре да би „обезбедио бес” главном лику. Његова забринутост је била „да буде означен као противник геј људи”, као што је био Расел Т. Дејвис, иако је Дејвис и сам геј.